# Bourreria ovata
Bourreria ovata är en strävbladig växtart som beskrevs av John Miers. Bourreria ovata ingår i släktet Bourreria och familjen strävbladiga växter. Utöver nominatformen finns också underarten B. o. hirtella.

## Bildgalleri

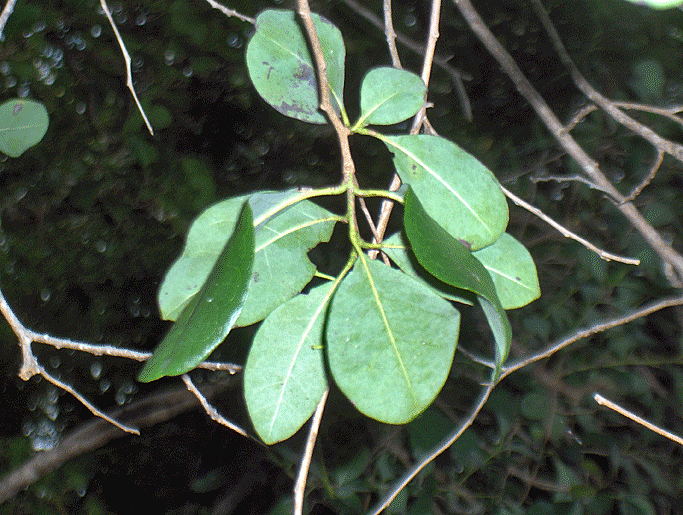